# Bill Millin
William Millin (Glasgow, 14 luglio 1922 – Torbay, 17 agosto 2010) è stato un militare scozzese, conosciuto anche come Piper Bill. Fu il cornamusiere personale di Simon Fraser, XV Lord Lovat, comandante della 1st Special Service Brigade durante lo Sbarco in Normandia.

## Biografia
Millin è ricordato per essere stato uno dei pochi suonatori di cornamusa ad essere stati impiegati in battaglia durante la seconda guerra mondiale. La cornamusa, infatti, tradizionalmente usata in battaglia dai soldati scozzesi ed irlandesi, era stata autorizzata dall'esercito britannico solo nelle retrovie. Lord Lovat, comunque, ignorò questi ordini e fece suonare a Millin, all'epoca ventunenne, The Road to the Isles, Highland Laddie e Blue bonnets over the border, mentre i suoi compagni cadevano su Sword Beach.
Bill Millin è morto il 17 agosto 2010, all'età di 88 anni, nel Devon in Inghilterra.
La cornamusa di Millin è conservata presso il museo di Pegasus Bridge.

## Media
Nel film del 1962 Il giorno più lungo Millin è stato interpretato da Leslie de Laspee, capocornamusiere della Regina Madre nel 1961.